# Damastes validus
Damastes validus là một loài nhện trong họ Sparassidae.
Loài này thuộc chi Damastes. Damastes validus được John Blackwall miêu tả năm 1877.